# Edivaldo Rojas Hermoza
Edivaldo Rojas Hermoza (Cuiabá, Mato Grosso, 17 de noviembre de 1985) es un exfutbolista y actual entrenador boliviano. Actualmente se desempeña como asistente técnico de Joaquín Monasterio en The Strongest. Como jugador se desempeñó como delantero.

## Trayectoria
Edivaldo comenzó su carrera como futbolista profesional en el Atlético Paranaense, con el que firmó un contrato por 5 años en agosto de 2003. Hizo su debut en primera división el 18 de agosto de 2004, contra el Figueirense Futebol Clube ingresando como sustituto. El 1 de abril de 2005, fue cedido en préstamo al Associação Ferroviária hasta el final del Campeonato Paulista de Segunda División. El 19 de mayo, en la misma situación, se trasladó al Figueirense, en la máxima categoría, hasta el final de la temporada. El 1 de febrero de 2006, el préstamo fue extendido hasta el 31 de diciembre, pero, en marzo, fue cedido al Rio Preto. En junio de 2006, regresó al Paranaense y el 1 de agosto fue transferido al Associação Caldense en un préstamo de nueve meses. Después de su regreso, firmó un nuevo contrato hasta el 30 de abril de 2010, pero disputó pocos encuentros por lo que en diciembre de 2007 fue cedido al Guaratinguetá Futebol. En julio de 2008, fue contratado por el club portugués Naval 1º Maio.
El 22 de mayo de 2016 se consagró campeón del Torneo Clausura del Torneo 2015/16 siendo una de las grandes figuras.
El 20 de junio de 2016 arregló con el club Sport Boys por 1 año.

## Selección nacional
Debido a que su madre es de nacionalidad boliviana, en abril de 2011 Rojas recibió una convocatoria por parte del director técnico de Bolivia para integrar las filas de la selección de dicho país, llegando a ser elegible, poco después de resolver todos los problemas de documentación. Su debut se produjo el 4 de junio en un encuentro amistoso ante la selección de Paraguay que finalizó con marcador de 2-0 a favor de los paraguayos. Su primer gol lo anotó el 1 de julio en el empate 1-1 ante Argentina en la Copa América 2011.
Lleva disputados 10 partidos y tiene un gol a su favor con la selección boliviana.

### Participaciones en Copa América
| Copa              | Sede      | Resultado    | Partidos | Goles |
| ----------------- | --------- | ------------ | -------- | ----- |
| Copa América 2011 | Argentina | Primera fase | 3        | 1     |

## Clubes

### Como jugador
| Club                   | País      | Año         |
| ---------------------- | --------- | ----------- |
| Atlético Paranaense    | Brasil    | 2004        |
| Associação Ferroviária | Brasil    | 2005        |
| Figueirense F. C.      | Brasil    | 2005 - 2006 |
| Rio Preto              | Brasil    | 2006        |
| Associação Caldense    | Brasil    | 2006 - 2007 |
| Guaratinguetá Futebol  | Brasil    | 2008        |
| Naval 1º Maio          | Portugal  | 2008 - 2012 |
| Muangthong United FC   | Tailandia | 2012        |
| Shonan Bellmare        | Japón     | 2013        |
| Moreirense F.C.        | Portugal  | 2014 - 2015 |
| Jorge Wilstermann      | Bolivia   | 2015 - 2016 |
| Sport Boys Warnes      | Bolivia   | 2016 - 2018 |
| San José               | Bolivia   | 2019        |
| Nueva Concepción       | Guatemala | 2020        |

### Como entrenador
| Club                              | País    | Año               |
| --------------------------------- | ------- | ----------------- |
| San Antonio (asistente técnico)   | Bolivia | 2025              |
| The Strongest (asistente técnico) | Bolivia | 2025 - Actualidad |

## Palmarés

### Títulos nacionales
| Título           | Club              | País    | Año           |
| ---------------- | ----------------- | ------- | ------------- |
| Primera División | Jorge Wilstermann | Bolivia | Clausura 2016 |